# Hanna Kuhlmann
Hanna Kuhlmann (*  1992) ist eine deutsche Autorin und Preisträgerin des Phantastik-Literaturpreises Seraph.

## Leben und Werk
Kuhlmann studierte Germanistik und Buchwissenschaft in Erlangen.

## Werke
- Nachtschatten, 2016, ISBN 978-3-7380-5468-2
- Nacht der Diebe, 2018, Knaur, ISBN 978-3-426-52121-2

## Preise und Nominierungen
- 2016: Gewinnerin Phantastik-Literaturpreis Seraph für Nachtschatten in der Kategorie Bester Independent-Titel[2][3]